# Hermòfil
Hermòfil (Hermophylus, Hermophylos), fou un filòsof grec, la característica principal del qual és que era cec. L'esmenta Claudià Mamert (de Statu Anim. 3.9), que diu que fou el mestre de Teopomp de Quios en geometria.